# たかじんTV非常事態宣言
『たかじんTV非常事態宣言』（たかじんテレビひじょうじたいせんげん）は、読売テレビ（ytv）で2008年7月14日（日付上は同年7月15日）から同年12月22日（日付上は同年12月23日）まで毎週月曜日深夜（日付上は翌火曜日未明）の24:29 - 25:09（JST、特別編成等で遅延もあった）に放送されていた深夜のバラエティ番組であり、やしきたかじんの冠番組でもある。最終回は放送時間を15分拡大した。

## 概要
- 内容は、“大人が見られる番組”ということと、“テレビ版のコラム”というところまでしかわからず、唯一解禁されているスポットCMではたかじんが「私、やしきたかじんはテレビの非常事態を宣言します」とテレビの非常事態を宣言した途端に銃撃され倒れて死に絶えるというショッキングなもの。たかじんは、「視聴率は2%を目指す」と、これまでよりも消極的であった。
- スタジオ収録だけでなく、ある場所からのアポイント無しでのゲリラロケーションも展開する（第1回・味の素・朝日放送ノンアポ収録がそれ）。
- この番組は、読売テレビのみでのいわゆる関西ローカル番組であるが、2008年10月3日から広島テレビ放送で金曜深夜に正式ネットが決定した。また、西日本放送と北日本放送でも臨時ネットという形で一度だけ放送されている。2008年10月7日から長崎国際テレビで火曜日深夜にて放送開始した。
- また『そこまで言って委員会』の9月29日・10月6日の放送が休止の間、プチ委員会として委員会のフォーマットを踏襲し放送したが、読売テレビのみの放送で系列局では放送されなかった。2009年1月11日の委員会でプチ委員会の一部が放送された。
- 最終回直前は毎週「激昂戦隊 クレーマーズ」であったが、同年12月22日をもって最終回を迎えた。
- 「クレーマーズ」の企画は後に、『SUPER SURPRISE・木曜日』（「怒りの叫びを聞けバカヤロー!!」）に引き継がれている（2010年1月より水曜に移るが、同年3月末をもって終了した）。

## 出演者

### 司会
- やしきたかじん

### ゲスト
- サンドウィッチマン（第1回）
- 宮根誠司・辛坊治郎（第2回）
- 桂ざこば（第3回）
- 宮崎哲弥（第4回）
- 井上公造（第5回）
- 松山千春（第6回）※札幌テレビ（STV）にて収録。
- 李英和・朴一（第9回）
- 武田久美子、安藤絵里菜、さな、チェリー☆パイ、深澤ゆうき、前川美奈、水沢友香、吉野ももみ（第10回）
- 脇浜紀子、森若佐紀子、吉田奈央、林マオ（第11回）
- 辛坊治郎、宮崎哲弥、勝谷誠彦、松浪健太、福山哲郎（第12回）※深夜の「プチ委員会」第1弾
- 脇浜紀子、國定浩一、宮崎哲弥、勝谷誠彦、水沢友香（第13回）※深夜の「プチ委員会」第2弾
- 森永卓郎、水沢友香（第14回）
- 宮崎哲弥、勝谷誠彦、森たけし、吉田奈央（第15・16回）※第15～22回は「激昂戦隊 クレーマーズ」。宮崎、勝谷にとっては実質的なレギュラー出演となった。
- 宮崎哲弥、勝谷誠彦、森たけし、脇浜紀子（第17・18・21・22回）
- 宮崎哲弥、勝谷誠彦、森たけし、脇浜紀子、朴一（第19・20回）
- 宮崎哲弥、勝谷誠彦（最終回）

## スタッフ
- ナレーター：ストロング☆タケシ
- 構成：上田信彦（スタジオ進行も担当。番組内では「ましゅ麿」(桂南光の弟子時代の芸名が「桂ましゅ麿」だったことに由来)と呼ばれている。辛坊いわく「日本一ギャラの高い構成作家」）
- TD・SW：森下直樹（ytv）
- VE：村上和生（ytv）
- CAM：坂口拓磨（ytv）
- MIX：前田義信（ytv）
- 照明：吉田勝（ytv）
- 編集：西村聡（ytv）
- MA：六車誠
- SE：荒畑暢宏
- 技術協力：映像企画、SpEED、スタジオ・ビーアンドエム、サウンドエフェクト、エキスプレス
- 美術制作：伊藤大樹（ytv）
- 美術進行：大江哲由
- 大道具：川田耕司
- 美術協力：つむら工芸、高津商会、デジタルカラー、教映社
- 協力：BOY'S、AZITO
- ディレクター：一色啓人、上瀧孝博
- 演出：松山源一（BOY'S）／砂野信（AZITO）、桝田貴幸（BOY'S）
- プロデューサー：竹本輝之（ytv）、相原康司・三浦真理子（BOY'S）、井関猛親（AZITO）
- チーフプロデューサー：木谷俊樹・吉川秀和（ytv）
- 制作著作：ytv（読売テレビ）